# طه محمد علی
طه محمد علی (عربی: طه محمد علي)؛ (زاده: سال ۱۹۳۱ در صفوریه، الجلیل، درگذشته: در ۲ اکتبر ۲۰۱۱) شاعر و نویسنده فلسطینی و به نسل شعرای مقاومت تعلق داشت. به او لقب عاشق صفوریه داده شد و به عنوان یکی از شعرای قرن بیستم انتخاب شده‌است.

## دوران زندگی
وی در روستای مهاجرین صفوریه به دنیا آمد و بزرگ شد و با بروز مصیبت فلسطینیان در سال ۱۹۴۸ وی ۱۷ سال داشت که روستایشان نابود شد و مجبور به مهاجرات از آن شده و با خانواده اش به جنوب لبنان پناه آوردند تا اینکه بتوانند در زمانی اندک برای زندگی به شهر ناصریه بروند. اما حکام اسرائیل از بازگشت پناهندگان به روستاهایشان مخالفت نمودند و یک روستای یهودی‌نشین را در محل روستای صفوریه بنام تسیبوری بنا نهادند. او تا زمان درگذشتش در محله الصافرة در غرب شهر الناصره زندگی کرد و به عنوان یک پناهنده صفوریه زندگی نمود.
او چهارسال در یک دبستان امکان تحصیل پیدا کرد و موفق به ادامه تحصیلات متوسط نشد و مشغول کار گردید و معتقد بود که علت تأخیر در انتشارات ادبی وی تا سن ۴۱ سالگی همین عامل بوده‌است. اولین دیوان خودش را در اواسط دهه ۸۰ منتشر نمود بنحوی که کتابهای شعر می‌نوشت و از هزینه زندگی‌اش را از طریق فروش خاطرات سیر و سیاحت خود در شهر الناصریه تأمین می‌نمود.

وی به صفوف حزب کمونیست در اسرائیل پیوست و در سال ۱۹۹۰ به‌دلایل اختلافات فکری از آن جدا شد.

او در ۲ اکتبر سال ۲۰۱۱ در شهر الناصره درگذشت و از خودش همسر، دو پسر و یک دختر باقی ماند. منابع فرهنگی و ادبی و سیاسی بسیاری و از جمله وزارت فرهنگ فلسطین در بیانیه‌هایی که بعد از فوت وی منتشر کردند وی را شاعر بزرگی در جنبش فرهنگی فلسطین و یکی از شاخص‌های برجسته و تاریخی نام نهادند که از تاریخ و داستانهای فلسطینی و تاریخ آن بسیار نوشته بود یاد کردند.

## سیر آثار ادبی
داستانها و کتابهای منتقدانه ابتدایی وی در روزنامه‌ها و مجلات فرهنگی منتشر شد که از جمله الفجر بود که شاعر فقید راشد حسین آن را به رشته تحریر درمی‌آورد و همین‌طور روزنامه‌های الجدید و الفکر الجدید وغیره. وی همچنین انتشارات برجسته شعریه خودش که بزبان خاص و منحصر بفرد بود را بنام قصیده ۱۴ وسایر قصائد ونیز آتش در مقبره الدیر را به رشته تحریر درآورد.

## انتشارات
از وی قصاید و داستهایی باقی مانده‌است که بزبان‌های مختلف ترجمه شده‌است که مهم‌ترین آنها:
- داستان ۱۴ و سایر داستانها در سال ۱۹۸۳ در الناصره
- آتش در مقبره الدیر در سال ۱۹۹۲

و تعدادی آثار دیگر می‌باشد.

### انتشارات به زبان انگلیسی
- Never Mind (translated by Peter Cole, Yahia Hijazi, Gabriel Levin), German colony, Jerusalem – 2000
- So What, (translated by Peter Cole, Yahia Hijazi, Gabriel Levin), Copper Canion Press, Washington – 2006[۸]